# Journalistförbundet
Journalistförbundet  är ett svenskt fackförbund inom TCO för personer som arbetar i mediebranschen. Det grundades 1901 som Svenska Journalistföreningen och bytte vid kongressen 1950 namn till Svenska Journalistförbundet. På 2000-talet kortades namnet ned till enbart Journalistförbundet. Förbundet ger ut tidningen Journalisten, och är medlem av Internationella Journalistfederationen och Europeiska Journalistfederationen.  
För att bli yrkesaktiv medlem i Journalistförbundet ska man vara anställd eller frilans och ha helt eller delvis journalistiska arbetsuppgifter. Personer som går en journalistisk grundutbildning kan bli studerandemedlemmar. 
Frilansmedlemmarna är organiserade i förbundets tre frilansklubbar: Frilans Riks, Fotograferna och Medietextarna. 
Förbundet driver Journalistförbundets yrkesetiska nämnd för att bevaka efterlevnaden av de 13 pressetiska yrkesreglerna. För att få Journalistförbundets presskort måste man vara medlem, och därmed också ha förbundit sig att följa yrkesreglerna.

## Förbundet
Journalistförbundet har för närvarande (2025) ungefär 13 000 medlemmaroch är både ett fackförbund och ett yrkesförbund.  
Till Journalistförbundets ideella intressen hör att slå vakt om yttrandefrihet, tryckfrihet, öppenheten i samhället, mångfalden i medierna, att värna upphovsrätten, yrkesetiken och den journalistiska yrkesintegriteten. Journalistiken och journalisterna har också en viktig uppgift i den demokratiska processen.

## Förbundets ordförande genom tiderna
| - 1902–1905 – David Bergström - 1905–1908 – Valfrid Spångberg - 1909–1912 – Valter Bratt - 1912–1916 – Gustaf Berg - 1917 – Gunnar Löwengren - 1918–1928 – Otto Hellkvist - 1928–1937 – Sigfrid Hansson - 1937–1947 – A. Emil Jacobsson - 1947–1948 – Hilding Eek | - 1948-1953 – T.F. Winqvist - 1953-1966 – K.G. Michanek - 1966-1968 – Bengt Wiklund - 1968-1972 – Sören Olofsson - 1972-1987 – Östen Johansson - 1987-1995 – Claes Leo Lindwall - 1995-2000 – Håkan Carlsson - 2000-2011 – Agneta Lindblom Hulthén - 2011-2019 – Jonas Nordling - 2019- Ulrika Hyllert |

## Frilans Riks
Frilans Riks är det distrikt inom förbundet som organiserar frilansjournalister. Distriktet hette ursprungligen Frilansklubben, från 1993 omdöpt till Frilansdistriktet. Det nuvarande namnet antogs 1996.

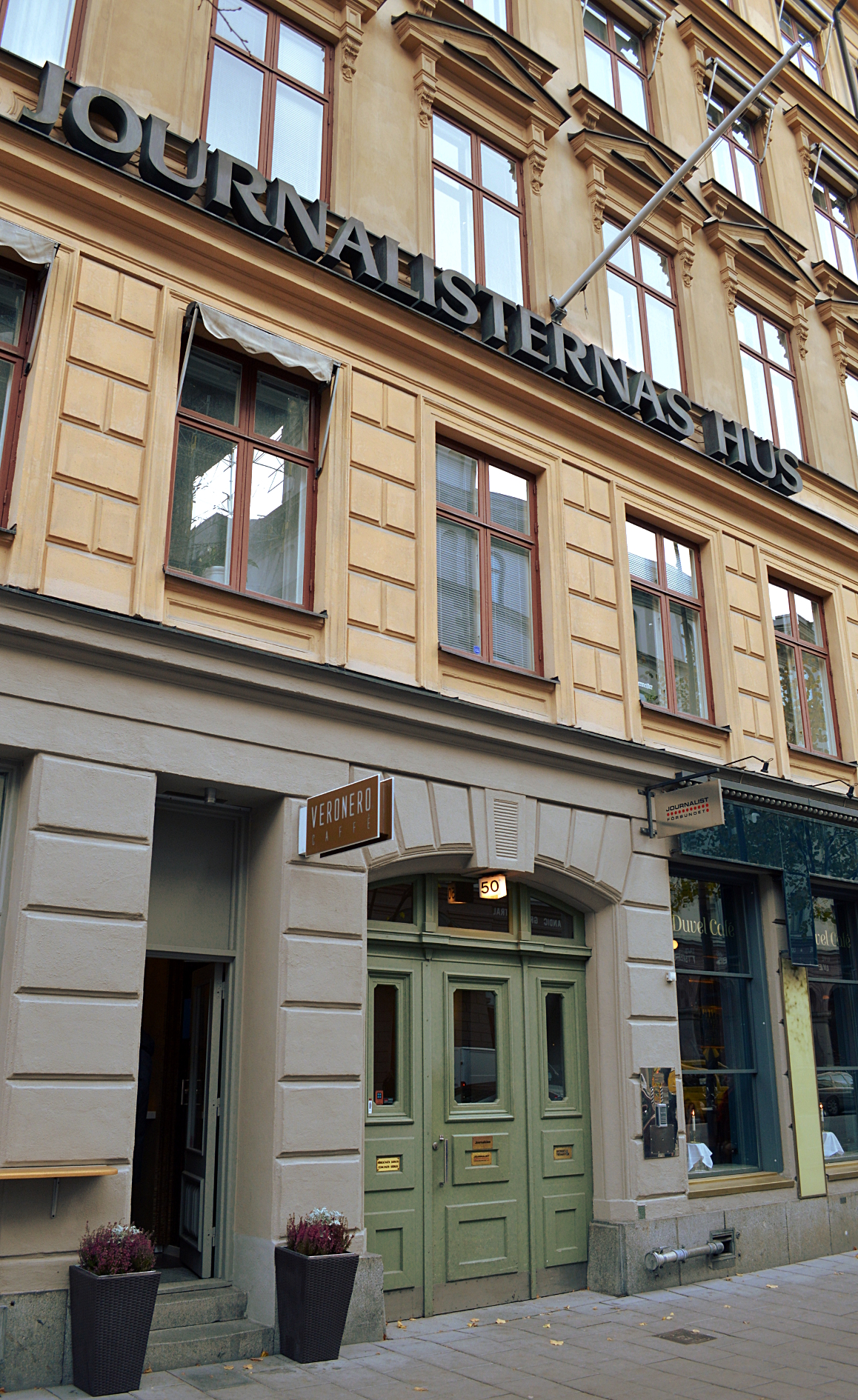
Svenska Journalistförbundets byggnad i centrala Stockholm (Vasagatan 50), som bland annat hyser redaktionen för förbundstidningen - Journalisten.

### Historia Frilans Riks
Den första frilansklubben inom Journalistförbundet bildades 1969 som en klubb inom Stockholmssektionen inom dåvarande SJF. Kajs Tidholm blev första ordförande – officiellt från 1971, då 70 av landets drygt 200 frilansar valt att gå med i den nya klubben. De första aktiviteterna var kurser om bl.a. skatter och deklarationer, semesterersättning och pension. De första frågorna kom i samma anda att handla om att förmå tidningarna att betala in ATP för frilansar – och att utarbeta normer för frilansars arvoden.
1974 ställde sig SJF bakom frilansarnas krav på att uppdragsgivarna ska betala sociala avgifter (på inkomster över 300 kr). Dessutom genomfördes en halvdagsstrejk bland frilansarna på Sveriges Radio. 
Från 1975 blev det möjligt för frilansar att vara med i a-kassan – detta år noteras också den första frilans som betalar B-skatt (numera F-skatt). I den första frilansrekommendationen föreslås medlemmarna ta minst 400 kr/dag i arvode. Försäkringsdomstolen slår fast att frilansar ska betraktas som arbetstagare och deras arvoden som inkomst av tjänst.
1978 kommer det första numret av tidningen Frilansjournalisten. Året därpå tas för första gången fotografer med i Frilansrekommendationen. Frilansklubben har växt snabbt och har nu 650 medlemmar.
1985–86 blir striden om frilansar kan vara företagare akut. SJF:s dåvarande ordförande uttalar att frilansar som själva betalar sina sociala avgifter "bett förbundet dra åt helvete". Och SJF-ledningen vill utesluta frilansar med bolag ur SJF:s a-kassa.
1992 utesluts informatörer ur SJF. 1993 omstruktureras SJF så att Frilansdistriktet blir eget distrikt och de tidigare länsvisa sektionerna blir klubbar. En mångårig diskussion om att ev. bilda ett servicebolag utmynnar i att frilansarna istället får en egen kontaktperson på SJF. Konkurrensverket utreder om Frilansrekommendationen är konkurrensbegränsande, men kommer 1994 fram till att så inte är fallet.
1996 startas e-postlistan Snackbar (som är verksam än idag). 1997 får Frilans Riks sin första egna webbplats – och sex procents moms införs på textarvode. 1998 har Frilans Riks 1 811 medlemmar och utgör nu drygt tio procent av SJF. En Frilanskatalog läggs ut på SJF:s webbplats. SJF-kongressen beslutar om ett Servicebolag, som ska ge frilansar råd i bl.a. företagsfrågor. Företagsfrilansar får åter ansluta sig till a-kassan (dock med längre karenstid än anställda).

### Ordförande för Frilans Riks genom tiderna
- Kajs Tidholm 1971–1975
- Lena Anderfelt 1975
- Birgitta Gustavsson 1976–1977
- Hetty Rooth 1977-78
- Stig Göran Gustafsson 1978
- Sven Ståhl 1979–1981
- Birgit Lundin 1981
- Birgitta Öjersson–Mörner 1982–1984
- Jan-Ewert Strömbäck 1984
- vakant 1985
- Rolf Månsson 1986–1988
- Arne König 1988–1990
- Britta Nilsson 1990
- Rolf Månsson 1991 (avgick efter kongressen 1992)
- Marie Bosund 1991–1993
- Torbjörn Uhlin 1993–1996
- Kerstin Ahlberg, Caroline Maino och Birgitta Öjersson 1996
- Caroline Maino, Anna Holmgren 1997
- Anna Holmgren 1998
- Anna Holmgren 1999
- Ann Marie Schröder 2000
- Anna Holmgren, Chi An Gramfors, Ann Marie Schröder 2001
- Pia Bäckström och Chi An Gramfors 2002
- Maria Larsson och Fredrik Nejman 2003
- Maria Larsson och Petra Quiding 2004
- Tomas Polvall 2005
- Henrik Sannesson och Christina Falkengård 2006
- Henrik Sannesson och Eva Ekelöf 2007
- Henrik Sannesson 2008
- Henrik Sannesson och Åsa Ohlsson 2009
- Åsa Ohlsson 2010-2013
- Jennie Larsson 2013-2014
- Rickard Jakbo 2014-2015
- Rickard Jakbo och Fatima Grönblad 2015-2016
- Victoria da Silva 2016-2017
- Gert Lundstedt 2017-2023
- Henrik Simonsen 2023–

### Årets redaktör
Frilans Riks utdelar varje år priset Årets redaktör till en förtjänt redaktör.. Priset instiftades 2002. Priset ska inte förväxlas med ett pris med samma namn som utdelas av Förlagsklubben. 
Pristagare:
- 2009 Peter Tillhammar (chefredaktör på Forskning & Medicin)[6]
- 2010
- 2011 Leif Mathiasson (chefredaktör på Pedagogiska magasinet och Chef & ledarskap) [7]
- 2012
- 2013 Susanne Blick (chefredaktör på Chefen i fokus)[8]
- 2014 John Swedenmark (kulturredaktör på Arbetet)
- 2015 Inget pris delades ut i kategorin
- 2016 Erik Winnfors Wannberg (VA-tidskriften Cirkulation)
- 2017 Ulf B Andersson (AmnestyPress)
- 2018 Maria Westin (projektledare Svensk Medietext)[9]
- 2019 Elisabeth Ekblom (Respons och Bra Affärer) [10]
- 2020 Monica Walldén, Synskadades Riksförbunds tidning Perpektiv.
- 2021 Kerstin Weyler, tidningen Skolledaren
- 2022 Tom Knutson, tidskriften Advokaten
- 2023 Robert Jonsson, LO Mediahus